# Balthasar II. von Trautson

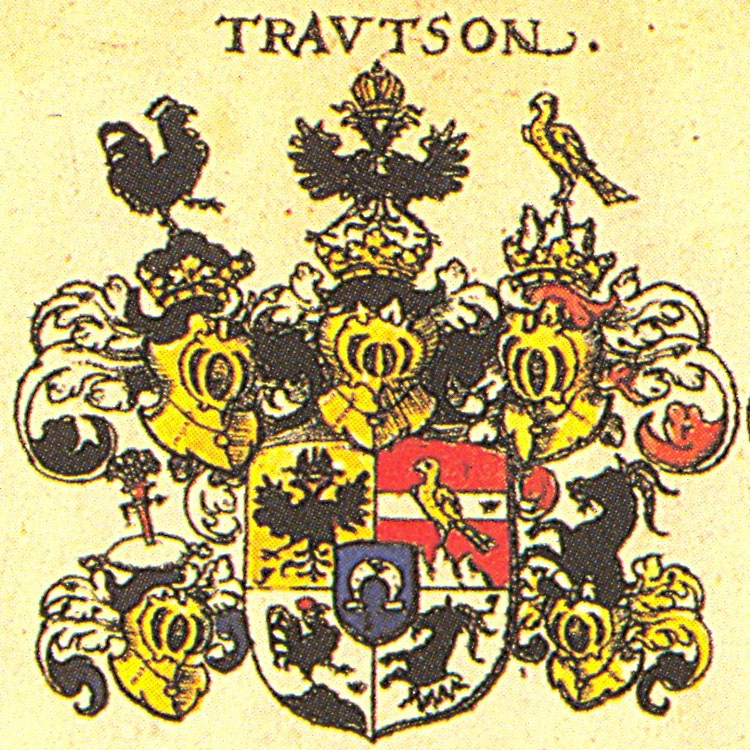
Wappen der Grafen von Trautson

Balthasar II. von Trautson Freiherr zu Sprechenstein, (* nach 1531; † 1594 in Rovereto), Herr auf Burg Schrofenstein, Matrei am Brenner, Reifeneck (bei Sterzing), Raspenbühel, Gufidaun in der Gemeinde Klausen in Südtirol, Villanders, Ritten, Enn und Kaldif in Tirol sowie auf Falkenstein in Niederösterreich war ein Adliger aus Tirol und ein österreichischer Staatsmann, in Tirol erzherzoglicher Rat und Kämmerer, sowie Oberst-Erblandmarschall der Gefürsteten Grafschaft Tirol, Hauptmann zu Rovereto und Hofmarschall der Gemahlin des Tiroler Landesfürsten, Anna Katharina Gonzaga, Prinzessin von Mantua (* 17. Januar 1566; † 3. August 1621).

## Herkunft

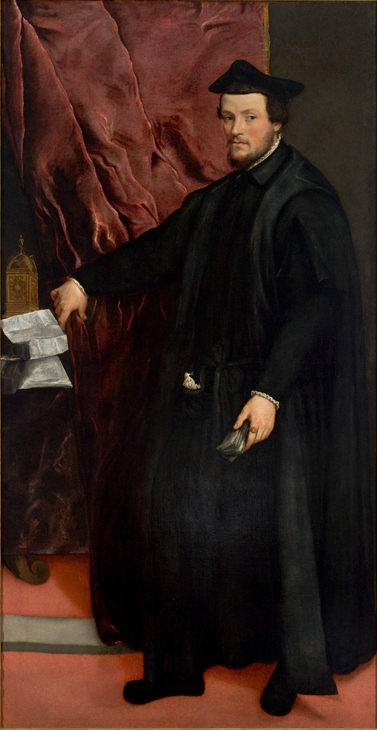
Kardinal Cristoforo Madruzzo – Onkel von Balthasar II. von Trautson – gemalt von Tizian

Balthasar II. von Trautson stammte aus der Familie Trautson, die zum Tiroler Uradel zählt, da der älteste Stammvater, Swigger von Reichenberg, und sein Sohn Chunrad von Trautson bereits 1164 urkundlich auftreten. Stammsitz der Familie war seit 1256 das Schloss Sprechenstein bei Sterzing (heute in der autonomen Provinz Südtirol (Alto Adige)) in Italien.
Der Vater Balthasars war Johann III. von Trautson, Freiherr zu Sprechenstein (* um 1507 in Tirol; † 29. Dezember 1589 in Prag), Herr auf Matrei am Brenner, Schrofenstein, Bideneck etc. in Tirol und Herr auf Poysbrunn, Laa an der Thaya etc. in Niederösterreich, ein österreichischer Staatsmann, der in 60 Jahren drei Kaisern aus dem Haus Österreich, Ferdinand I., Maximilian II. (1564–1576) und Rudolf II. (1576–1612), als Geheimer Rat, als Hofmarschall und als Obersthofmeister diente, 1541 zum Freiherrn zu Sprechenstein erhoben wurde und zugleich Landeshauptmann an der Etsch, Burggraf zu Tirol und Hauptmann zu Rovereto war. Die Mutter Balthasars war Brigitta Maria Susanna Freiin von Madruzzo, eine Tochter des Freiherren Giangaudenzo (Johann Gaudenz) von Madruzzo Herr zu Castel Madruzzo, Castel Nanno, Castel Toblino (beide heute in der Provinz Trentino in Italien). Durch seine Mutter hatte Balthasar von Trautson familiäre Beziehungen zu führenden Staatsmännern seiner Zeit: Sein mütterlicher Großvater Giangaudenzo Madruzzo war Hofmeister des Kardinals Bernhard von Cles, Fürst-Bischof von Trient, dem einflussreichen Kanzler des Kaisers Ferdinand I. (1503–1564). Dessen Nachfolger als Bischof von Trient war von 1539 bis 1567 der Onkel Balthasars, Cristoforo Madruzzo (* 1512, † 5. Juli 1578 in Tivoli, Villa d’Este), der seit 1542 Kardinal der Katholischen Kirche und zuletzt: Kardinal-Bischof von Porto war und am 13. Dezember 1545 das bedeutende Konzil von Trient (1545–1563) eröffnete.

## Leben
Der Freiherr Balthasar II. von Trautson war der älteste Sohn seiner Eltern, er stand jedoch trotz dieser vorteilhaften Ausgangslage zeitlebens im Schatten seines jüngsten Bruders, Paul Sixt III. von Trautson, unter dem die Familie den Gipfel ihrer politischen Macht in den Erbländern und im Heiligen Römischen Reich erlangte. Dies lag zweifellos an den verschiedenen Begabungen der beiden Brüder, wohl aber auch daran, dass Balthasar II. in Tirol blieb. Dies, da er als ältester Sohn praktisch sämtliche in Tirol gelegenen Schlösser und Güter der Familie übernahm, während sein jüngster Bruder seinen Lebensschwerpunkt an den kaiserlichen Hof verlegte. Dieser diente dort als einer der engsten Berater vier Kaisern, die wegen seiner Verdienste „das Füllhorn ihrer Gnaden in seltenem Maße über ihn ergossen“. Balthasars jüngerer Bruder Johann IV. von Trautson Freiherr zu Sprechenstein war kaiserlicher Mundschenk und Truchsess. Er starb schon 1566 und wurde im Presbyterium der Michaelerkirche begraben. Ein weiterer Bruder Caspar starb mit fünf Jahren, die einzige Schwester Clara schon als Kleinkind.
Balthasar II. trat wie sein Vater in den Hofdienst in Innsbruck ein, durchlief dort die übliche Karriere, war 1554 Truchsess von König Ferdinand I. und im Jahre 1579 Oberster Stallmeister der Kaiserin-Mutter Maria Erzherzogin von Österreich, Infantin von Spanien, Tochter von Kaiser Karl V., der Witwe von Kaiser Maximilian II.

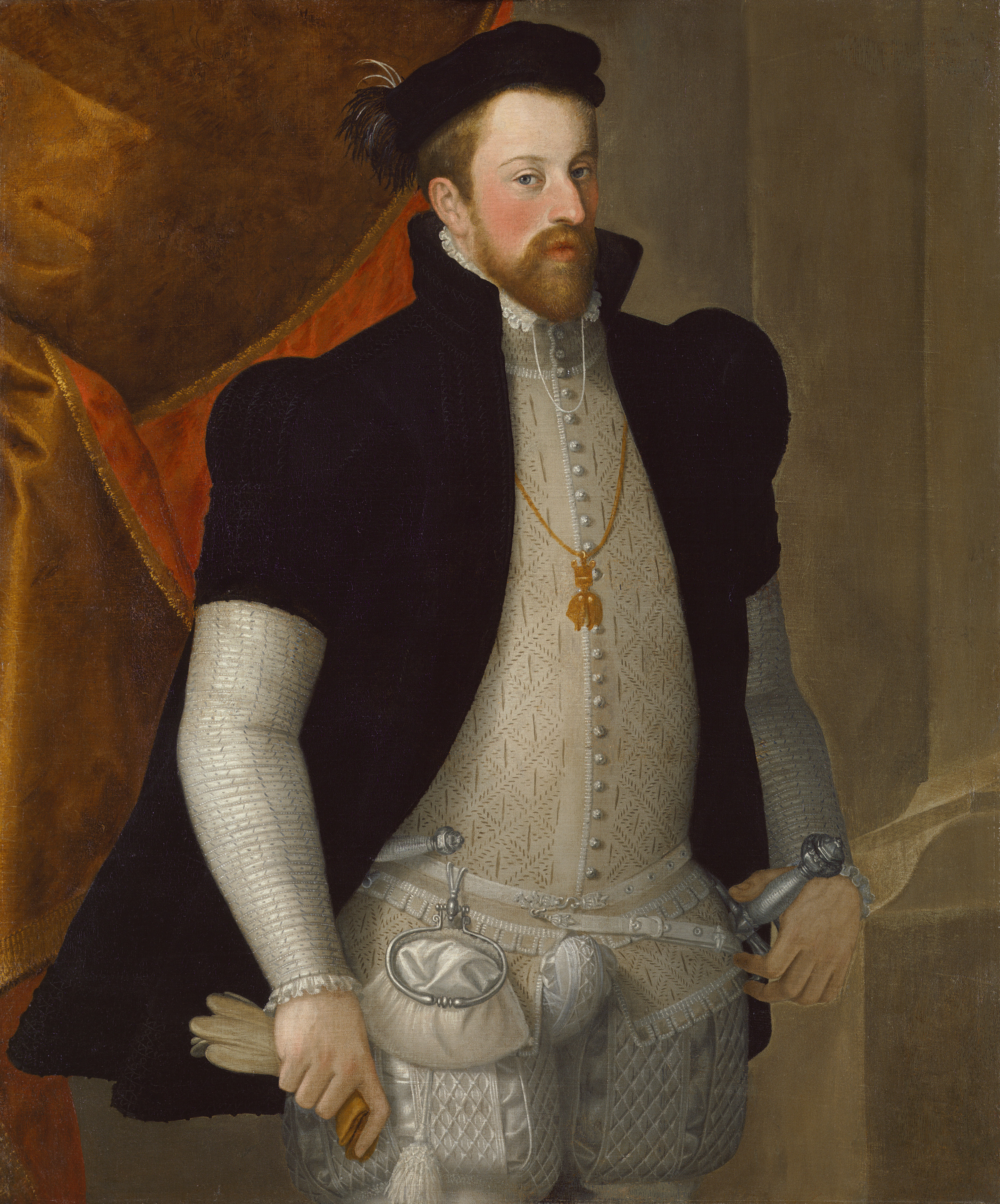
Erzherzog Ferdinand II. von Tirol

Drei Jahre später wurde Balthasar von Trautson mit einer wichtigen Mission betraut. Sein Landesherr, Ferdinand II. Erzherzog von Österreich, der 1567 die Regierung in Tirol und in den Vorlanden übernommen hatte, war seit 1580 von der Augsburger Patriziertochter Philippine Welser verwitwet und sollte eine neue Ehe eingehen. Als dessen zukünftige zweite Ehefrau war Anna Katharina Gonzaga (* 17. Januar 1566, † 3. August 1621 als Nonne), Prinzessin von Mantua vorgesehen. Sie war eine Tochter des Guglielmo Gonzaga, Herzog von Mantua und Markgraf von Montferrat, (1550–1587) und der Erzherzogin Eleonore von Österreich, einer Tochter des Kaisers Ferdinand I. und somit eine Nichte ihres Verlobten. Trautson wurde dabei die ehrenvolle Aufgabe übertragen, an der Spitze einer repräsentativen Gesandtschaft nach Mantua zu reisen, um dort als Vertreter des Landesherren dessen Braut feierlich in einzuholen und sicher nach Innsbruck zu bringen.

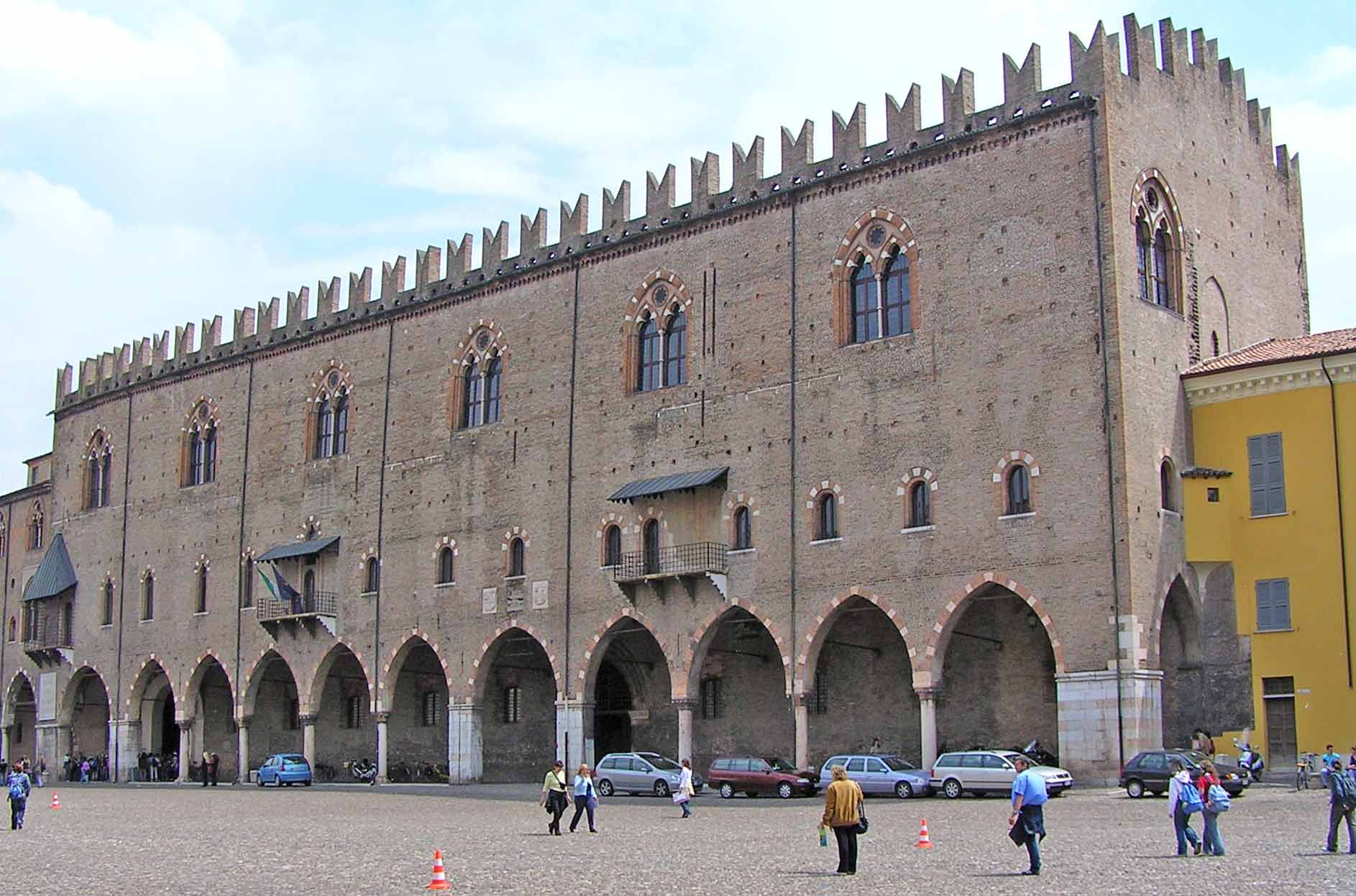
Fassade des Herzogspalastes in Mantua

Trautson erledigte diesen Auftrag mit erheblichem Aufwand eigener Mittel zur größten Zufriedenheit aller Beteiligten, nahm in Mantua im April 1582 an den mit großem Pomp begangenen Hochzeitsfeierlichkeiten im dortigen Palazzo Ducale teil, bei denen er seinen Landesfürsten vertreten durfte und war wohl von der kostbaren Ausstattung an erlesenem Schmuck, Silbergeschirr und prunkvollen Kleidern beeindruckt, die Herzog Wilhelm seiner Tochter zur Verfügung stellte, die – nach der noch vorhandenen Aufstellung – insgesamt 14.811 Golddukaten gekostet hatte. Nach der feierlichen Verabschiedung begleitete Trautson die Prinzessin und ihr Gefolge über den Brennerpass in ihre neue Heimat nach Innsbruck. In Innsbruck hatte er Anteil an der Vorbereitung der Hochzeitsfeierlichkeiten in der Innsbrucker Hofburg, an denen auch sein Vater, Freiherr Johann III. von Trautson, als Oberst-Erbmarschall von Tirol teilnahm. Nach der Vermählung am 14. Mai 1582 wurde Balthasar II. von Trautson zum Hofmeister der neuen Landesfürstin ernannt.
Trautsons Vater starb sieben Jahre später, wodurch Balthasar II. ihm in dessen Amt als Oberst-Erbmarschalls in der Gefürsteten Grafschaft Tirol nachfolgte und am 19. Mai 1590 von Erzherzog Ferdinand II. von Tirol mit diesem Amt belehnt wurde.
Balthasar II. von Trautson Freiherr zu Sprechenstein überlebte seinen Vater nur um wenige Jahre, da er schon 1594 verstarb.

## Ehen

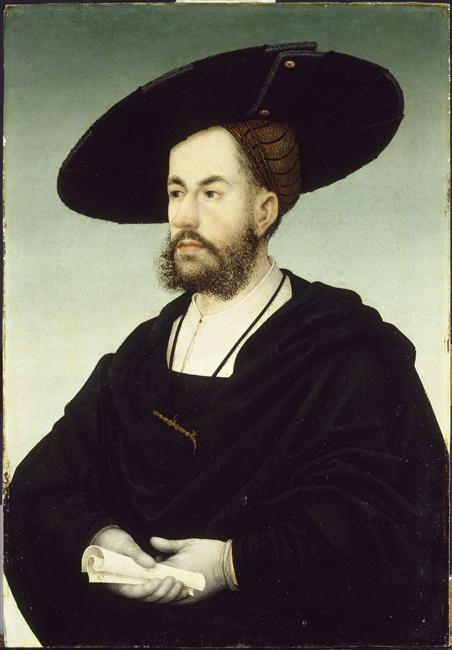
Porträt von Anton Fugger, Schwiegervater des Freiherrn Balthasar II. von Trautson; Porträtgemälde von Hans Maler zu Schwaz

Balthasar II. von Trautson heiratete in erster Ehe am 5. August 1555 zu Augsburg Maria Susanna Fugger von der Lilie, Gräfin von Kirchberg und Weissenhorn (* 28. Februar 1539, † 18. November 1588), eine Tochter des großen Handelsherren, Bankiers und Reichsgrafen Anton Fugger (* 1493, † 1560) auf Babenhausen, der bis heute als einer der reichsten Menschen der Weltgeschichte gilt, und der Anna Rehlinger von Horgau (* 1511, † 1548), die aus einem der einflussreichsten Patriziergeschlechter der Freien Reichsstadt Augsburg stammte.
Nach dem Ableben seiner ersten Frau vermählte sich Trautson am 17. Jänner 1546 mit Sidonia Maria Freiin von Welsperg († in Salzburg), einer Tochter des Freiherrn Christoph Siegmund von Welsperg – Primör auf Telvana und der Dorothea Freiin von Firmian a. d. H. Mezzocorona. Sie heiratete in zweiter Ehe 1599 Johann Rudolf Graf von Raitenau auf Langenstein, Rosegg, Gmünd u. Dornbach, (* 1575, † 13. Dezember 1632). Dieser war ein jüngerer Bruder des Wolf Dietrich I. von Raitenau (* 26. März 1559, † 16. Januar 1617), der von 1587 bis 1612 als glänzender Fürsterzbischof von Salzburg regierte, jedoch abgesetzt wurde und schließlich als Gefangener seines Nachfolgers und Cousins Markus Sittikus von Hohenems (* 24. Juni 1574, † 9. Oktober 1619) in der Festung Hohensalzburg verstarb.

## Nachkommen
- Susanna Anastasia von Trautson Freiin von Sprechenstein, ⚭ 22. Juni 1573 in Horn Christoph Freiherrn von Puchheim, Herrn auf Raabs, Krumbach und Kirchschlag († 7. Juli 1615 in Passau)
- Maria Susanna von Trautson Freiin von Sprechenstein († nach dem 6. April 1615), ⚭ 4. Oktober 1579 in Wien Ludwig Gomez von Hoyos, Freiherrn zu Stüchsenstein auf Rothengrub, Stolzenwörth und Tribuswinkel, † 19. November 1600 in Wien, begraben In der Kirche zu Gutenstein
- Elisabeth von Trautson Freiin von Sprechenstein, † 4. April 1603 in Wien, ⚭ nach 8. März 1572 Karl von Herberstein Freiherrn zu Neuberg und Gutenhag auf Matzen, Pellendorf, Pillersdorf, Prottes und Schweinbarth, † 24. November 1590 in Wien, begraben bei seiner Gemahlin in der Stiftskirche St. Dorothea in Wien.
- Anton von Trautson, seit 1599 Reichsgraf zu Falkenstein, Freiherr zu Sprechenstein und Schroffenstein, auf Matrei, Raspenbühel u. Reifeneck, kaiserlicher Geheimer Rat, Kämmerer und Obersthofmeister, ⚭ 18. Oktober 1587 auf Seifriedsberg Maria Villinger Freiin zu Schönenberg, Tochter von Jakob Villinger Freiherrn zu Schönberg und der Sidonia Isabella Fugger Gräfin von Kirchberg und Weissenhorn.
  - Susanna Isabella Trautson Reichsgräfin zu Falkenstein etc., kaiserliche Hofdame, & n. 1612 Johann Nikolaus Reichsfreiherr v. u. z. Firmian u. Mezzocorona, († 1646)
  - Maximilian Trautson Reichsgraf zu Falkenstein, & 1615 Ma. Anna Reichsgräfin von Wolkenstein-Trostburg (* 1595), Tochter von Graf Engelhard von Wolkenstein-Trostburg, Herr auf Fischburg und Gröden und der Ursula Reichsgräfin von Wolkenstein Freiin von Rodeneck,
    - Maria von Trautson Reichsgräfin zu Falkenstein etc., & Paris Reichsgraf zu Lodron Laterano und Castelromano
- Ferdinand von Trautson Freiherr zu Sprechenstein, Ritter des Malteserordens, Komtur der Kommende zu Gröbming, Reichshofrat, † nach 6. April 1615
- Brigitta Benigna von Trautson Freiin zu Sprechenstein († 1610), ⚭ 1599 Maximilian Hendl Freiherrn zu Goldrain und Castellbell auf Schlanders und Eiers († 1636)
- Anna Maria von Trautson Freiin zu Sprechenstein († 17. März 1602), ⚭1502 mit Markus Sittich von Wolkenstein Freiherrn zu Trostburg auf Neuhaus, Raspenstein und Wangen († 1620)
- Johann von Trautson Freiherr zu Sprechenstein († 1597/1599), kinderlos, ⚭ Oktober 1593 Sidonia von Wolkenstein; Freiin von Trostburg (* 1575), Tochter des Freiherrn Kaspar und der Elisabeth Lang von Wellenburg auf Kitzbichl (Kitzbühel).[7]